# アリ・ラシライネン
アリ・ラシライネン（Ari Rasilainen, 1959年2月18日 - ）は、フィンランドの指揮者。

## 経歴
タンペレ出身。シベリウス音楽院でヨルマ・パヌラに指揮法を学び、アルヴィド・ヤンソンスの薫陶も受けた。またアレクサンドル・ラブコにヴァイオリンを師事した。
フィンランド放送交響楽団やヘルシンキ・フィルハーモニー管弦楽団のヴァイオリン奏者を務めた後、1985年からラッペーンランタ市管弦楽団の音楽監督として指揮活動をはじめ、1989年からタンペレ・フィルハーモニー管弦楽団の首席指揮者に転出した。1994年からノルウェー放送管弦楽団の首席指揮者に転じて2002年まで務めたが、1993年から1997年までユヴァスキュラ交響楽団の首席指揮者も兼任した。2002年から2011年までラインラント＝プファルツ州立フィルハーモニー管弦楽団の首席指揮者、2016年から2021年まで南西ドイツ・フィルハーモニー管弦楽団の首席指揮者を務めた。
2011年からヴュルツブルク音楽大学で教鞭をとっている。